# Maurizio Roffredi
Domenico Maurizio Roffredi (Torino, 22 novembre 1711 – Torino, 3 maggio 1805) è stato un biologo e abate italiano.
Abate dell'abbazia cistercense di Casanova, Roffredi figura tra i membri dell'Accademia delle Scienze di Torino. Le sue ricerche sulle Anguillule del grano, causa di ingenti perdite nei raccolti, sono esposte in Mémoires sur l'origine des petits Vers ou Anguilles du Bled rachitique e in Seconde lettre […] sur le rachitisme du Bled, opere comparse nel gennaio e nel marzo 1775 sul giornale, edito da François Rozier, Observations sur la Physique, sur l'Histoire naturelle et sur les Arts.